# WQXR-FM
WQXR-FM (105,9 FM) é uma estação de rádio de música clássica dos Estados Unidos, licenciada para transmitir na cidade de Newark, em Nova Jersey, operando na área de North Jersey e Nova York.
A WQXR-FM é de propriedade da organização sem fins lucrativos New York Public Radio, que também opera a WNYC AM e FM, além de acampar a New Jersey Public Radio, que dirige outras quatro estações de rádio. A WQXR-FM transmite a partir de estúdios e escritórios localizados no bairro de Hudson Square, em Lower Manhattan, e seu transmissor está localizado no Empire State Building.

## Retransmissoras
A programação principal da WQXR-FM também é retransmitida pela estação W279AJ, 103,7 FM, em Highland, Nova York, com transmissão simultânea no subcanal 93,9 FM HD2, da WNYC-FM, e e pelo canal de televisão 590 da Time Warner Cable, em Hudson Valley, Nova York. Em 29 de julho de 2013 a programação começou a ser transmitida simultaneamente na WQXW, 90,3 FM, em Ossining, Nova York, encampando o norte e o centro do Condado de Westchester. A programação da WQXR-FM é transmitida em seu webcast.
A programação inclui o programa New Sounds Radio, com foco em obras clássicas de compositores vivos, que é transmitido pelo subcanal HD2 da WQXR-FM. Um canal somente de streaming, Operavore, é dedicado à ópera, e foi lançado em 2012.

## História
A atual WQXR-FM é sua segunda versão FM com esse nome em Nova York. A primeira foi fruto do desenvolvimento da estação que transmitia em frequência AM. Ambas eram estações comerciais que transmitiam música clássica, e eram conhecidas como "a estação de rádio do The New York Times". A New York Public Radio adquiriu a marca WQXR-FM em 14 de julho de 2009, como parte de uma negociação que também envolveu a The New York Times Company - proprietária anterior da WQXR-FM -, e a Univision Radio. Como resultado do acordo, a WQXR-FM tornou-se uma estação de rádio pública não comercial em uma nova frequência FM, agora operada pela New York Public Radio.

### Operações
WQXR-FM é o resultado do desenvolvimento da estação WQXR-AM. Esta estação foi criada como estação experimental W2XR, por John VL Hogan e Elliott Sanger, e começou a transmitir na cidade de Nova York em 26 de março de 1929 como uma estação de televisão mecânica. Em conjunto com as transmissões televisivas, a estação geralmente transmitia música clássica. Em 1936 esta estação foi convertida em uma estação de transmissão AM padrão, licenciada para a cidade de Nova York, se identificando como WQXR.
Um dos ouvintes da rádio foi o inventor da banda  FM, Edwin Howard Armstrong. Quando Armstrong inaugurou sua estação FM experimental, W2XMN, ele inseriu a retransmissão de parte da programação do WQXR. Esta prática cessou em 1939, quando Hogan e Sanger criaram sua própria estação FM experimental, a W2XQR, logo abaixo da estação de Armstrong, em 42,3.MHz. Em 1941, a estação passou a transmitir de uma antena no topo do Edifício Chanin, onde permaneceu até 1965, quando se mudou para o topo do Empire State Building. Restos da torre original permanecem no Edifício Chanin.
A Federal Communications Commission (FCC) começou a emitir licenças para estações FM comerciais em 1941, e a W2XQR mudou para 45,9 MHz, tornando-se W59NY. A partir de 1º de novembro de 1943, a FCC alterou sua política para letras de identificação de estações FM, e a estação tornou-se WQXQ.

#### "A estação de rádio doNew York Times" (1944-2009)
Em 1944 Hogan e Sanger venderam sua holding, a Interstate Broadcasting Company, para a New York Times Company. Quando a banda de transmissão FM foi movida de 42-50 MHz para para sua atual faixa de frequência, 88–108 MHz, em 1945, a WQXQ mudou para faixa de frequência 97,7 MHz. No início de 1948 as letras de identificação foram alteradas para WQXR-FM, e sua frequência mudou para 96,3 MHz.

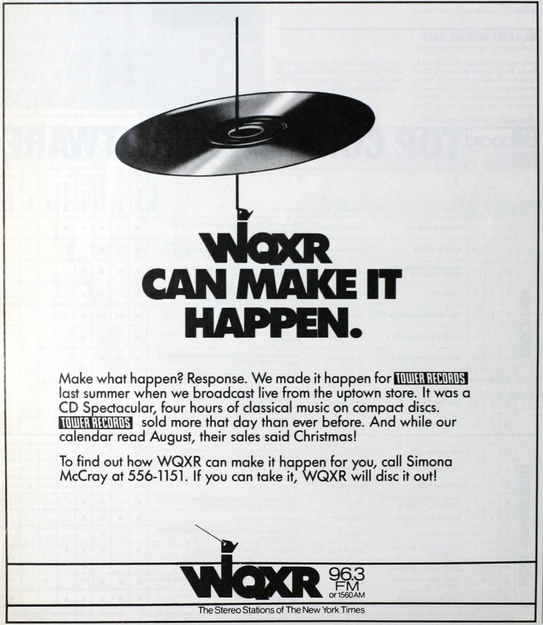
Um anúncio de 1986 para a estação com um logotipo exibindo as frequências FM e AM.

A WQXR foi a primeira estação de rádio AM, em Nova York, a utilizar a tecnologia de transmissão estéreo, em 1952. Durante alguns de seus shows ao vivo, eram usados dois microfones posicionados a seis pés (dois metros) de distância. O microfone da direita captava a transmissão para a banda AM, e o da esquerda à transmissão para banda FM, para que o ouvinte pudesse posicionar dois rádios com a mesma separação, um sintonizado na estação AM, 1560 MHz, e outro em 96,3 MHz, na estação FM, e ouvir em estéreo. Durante a década de 1950, a programação do WQXR-FM também foi transmitida na Rural Radio Network, e em várias estações no norte do estado de Nova York, incluindo Buffalo, Rochester, Syracuse e Albany. Isso terminou quando as estações RRN foram vendidas para a Christian Broadcasting Network, de propriedade de Pat Robertson.
Ambas as bandas, AM e FM, continuaram a transmitir simultaneamente até 1965, quando a FCC passou a exigir que as estações AM e FM pertencentes a um único dono, em grandes mercados, transmitissem programação separada por pelo menos uma parte do dia. A WQXR-FM privilegiou obras clássicas mais longas, enquanto WQXR-AM transmitia músicas clássica curtas, além de programas de entrevistas produzidos em conjunto com o The New York Times. Embora esse plano desse duas opções aos fãs de música clássica, também aumentou as despesas das estações.
Em 1962, a rede QXR foi comprada pela Novo Industrial Corporation, mas as estações WQXR permaneceram sob propriedade da New York Times Company.
Depois de tentar vender as estações WQXR, em 1971, o The New York Times conseguiu obter uma renúncia às regras de transmissão simultânea. As estações continuaram a se duplicar até 1992, quando a estação AM mudou sua programação de música clássica para músicas populares, tornando-se WQEW (agora WFME). Em 1998, a The New York Times Company fez um contrato de arrendamento de longo prazo, com a ABC, para a WQEW, que inseriu a Radio Disney em Nova York. A The New York Times Company também incluiu uma cláusula de compra no contrato de arrendamento, e a ABC exerceu a opção em 2007. Isso deixou a WQXR-FM como a única estação de rádio da The New York Times Company.

### Operações em 105,9 MHz
Em 19 de setembro de 1961, após um aumento de ouvintes, foi emitida uma recomendação a aprovação de um pedido da Cosmopolitan Broadcasting Company para uma nova estação de rádio, localizada em Newark, em 105,9 MHz. A licença de construção para a estação, que inicialmente recebeu as letras de identificação WCOM, foi concedida em 8 de novembro de 1961, e a inauguração da estação ocorreu em 15 de julho de 1962. Em 30 de julho de 1962 as letras de identificação WCOM foram alteradas para WHBI, herdando a sigla de uma estação da cidade de Nova York, a 1280 AM, cuja licença havia sido cancelada pelos antigos proprietários doze dias antes.
Em 1972 o pedido de renovação da licença de 1969 do WHBI foi levado a uma audiência da FCC, para determinar se os proprietários estavam qualificados para permanecer operando como licenciados. Uma decisão inicial, de 25 de julho de 1974, recomendou a revogação da licença. Esta recomendação foi formalmente aceita em 19 de maio de 1976, alegando que "a Cosmopolitan operou suas instalações de transmissão de forma a renunciar virtualmente a todo o interesse e controle sobre a programação da estação", e "como resultado de sua abdicação das responsabilidades de licenciada, inúmeras violações das Regras da Comissão ocorreram, incluindo (mas não se limitando a) promoção de loteria, publicidade falsa e enganosa, registros impróprios, falha no cumprimento das exigências de arquivamento e manutenção inadequada de registros".
A FCC realizou audiências para conceder uma autorização de Operação Interina para a estação, até que um novo licenciado permanente fosse indicado. Em 1982 o Global Broadcasting Group foi escolhido como o operador interino. Em 20 de abril de 1985 as letras de identificação da estação foram alteradas para WNWK.
Audiências adicionais foram realizadas para determinar um novo licenciado permanente para a estação. A licença permanente foi concedida à Multicultural Radio Broadcasting Inc., que assumiu as transmissões em 20 de agosto de 1992. Em 27 de maio de 1998 as letras de identificação da estação foram alteradas para WCAA. Em 13 de fevereiro de 2007 a identificação de chamada tornou-se WQBU-FM, mas foi alterada novamente para WCAA dez dias depois.

#### Troca de frequência e venda para New York Public Radio (2009)

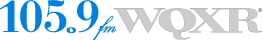
Primeiro logotipo da WQXR, como WQXR 105.9 FM.

Em 14 de julho de 2009 a New York Times Company anunciou que estava transferindo a licença da WQXR-FM em 96,3 FM para a Univision Radio, em troca da licença do WCAA, da Univision, em 105,9 MHz, com a venda prevista para se concretizar ainda naquele ano. Essa transação incluiu uma terceira organização, a WNYC Radio, que assumiria as operações da 105,9 FM da New York Times Company, agora como uma estação não comercial. A Univision pagou à New York Times Company US$ 33,5 milhões pela licença da frequência 96,3 MHz, e a WNYC Radio pagou à New York Times Company US$ 11,5 milhões pela licença, equipamento e letras de identificação WQXR, além da biblioteca de música e site da 105,9 FM.
As mudanças ocorreram às 8:00 p.m. de outubro de 2009. A Univision assumiu a operação e instalações da 96,3 FM e mudou suas letras de identificação de WQXR-FM para WCAA, que foi alterada uma semana depois para WXNY-FM. Ao mesmo tempo, as letras de identificação WQXR-FM foram movidas para a antiga WCAA, em 105,9 FM, com a estação se tornando uma rádio não comercial administrada pela New York Public Radio. A última música tocada em 96,3 MHz como WQXR foi uma gravação ao vivo de "West Side Story" - Symphonic Dances: 4. Mambo, de Leonard Bernstein.
Embora a música clássica, sob as letras de identificação WQXR-FM, continuasse a ser transmitida para a região da grande Nova York após a transferência, as instalações de 105,9 FM tem menos alcance e cobertura populacional do que a transmissão anterior em 96,3 FM. Após a troca de frequência, as transmissões da WQXR-FM continuaram a se originar da antena principal, no topo do Empire State Building. No entanto, o sinal anterior era de 6.000 watts ERP (potência efetiva irradiada - energia concentrada em direção ao horizonte), sendo reduzido a 610 watts com a nova frequência. Conta-se, ainda, que a força do sinal da 105,9 FM em uma distância de 30 milhas (48 km, abrangendo aproximadamente 14,5 milhões de pessoas), é menor do que o sinal da 96,3 FM em 50 milhas (80 km, abrangendo aproximadamente 17,1 milhões de pessoas). Além disso, outra limitação da área de cobertura é a estação WHCN, de Hartford, que também transmite em 105.9 MHz. Embora a WHCN tenha uma antena direcional com sinal reduzido em direção ao transmissor da WQXR, as duas estações interferem uma na outra onde seus sinais se sobrepõem. 
Uma estação retransmissora em 96,7 FM de Asbury Park, New Jersey, transmitia anteriormente a programação da WQXR, até que o proprietário a vendeu, não podendo mais a WQXR transmitir naquela frequência.